# Spectacular Bid
Spectacular Bid ( 17 février 1976 - 9 juin 2003) est un cheval de course pur-sang américain. Membre du Hall of Fame des courses américaines, il a accumulé 2 781 607 $ de gains (un record à l'époque) et remporté quatre Eclipse Awards.

## Carrière de courses
Acquis pour $ 37 000 yearling, Spectacular Bid se hissa dès son année de 2 ans tout en haut de la hiérarchie de sa génération, au point de se voir décerner le titre de 2 ans de l'année 1978, à l'unanimité. Cette année-là, il remporte sept de ses neufs courses, empoche trois groupe 1 et fracasse quelques records.
Désigné favori pour les épreuves de la Triple Couronne 1979, le poulain répond aux attentes en s'adjugeant brillamment le Kentucky Derby, ce qu'aucun tenant du titre de meilleur 2 ans de l'année ne fera jusqu'à Street Sense en 2007. Il enchaîne par une victoire encore plus probante dans les Preakness Stakes, record à la clé (record restitué en 2012, grâce à un examen de la vidéo, à Secretariat, vainqueur en 1973, dont le chrono était sujet à caution). Mais la quête de Triple Couronne s'achèvera par une défaite surprise dans les Belmont Stakes, où Spectacular Bid ne peut faire mieux que troisième - une blessure découverte quelques jours avant l'épreuve, ainsi que des choix tactiques douteux de son jeune jockey Ronnie Franklin (qui sera aussitôt débarqué au profit de l'expérimenté Bill Shoemaker) semblent expliquer cette désillusion,. Sa saison de 3 ans n'est pas pour autant terminée et, après une pause de deux mois, il brille encore à l'automne, même s'il doit s'avouer vaincu dans la Jockey Club Gold Cup par le lauréat de la Triple Couronne 1978, Affirmed. Ce sera d'ailleurs la dernière défaite de sa carrière, lui qui est naturellement désigné meilleur 3 ans de l'année.
À 4 ans, Spectacular Bid effectue un sans faute : neuf courses, pour autant de victoires et à la clé, quatre records de piste battus. Dans les Strub Stakes, il établit un record du monde des 2000 mètres sur piste en dirt qui allait tenir jusqu'en 2011. Parmi ses principales victoires, citons le Santa Anita Handicap, les Californian Stakes ou le Monmouth Handicap, devant la championne canadienne Glorious Song. Il termina sa carrière par un walk-over (une course dans laquelle il n'y a qu'un seul partant) dans les Woodward Stakes, après lequel une blessure le contraignit à mettre fin à sa carrière, avec en poche les titres de meilleur cheval d'âge de l'année et de cheval de l'année. Admis au Hall of Fame des courses américaines en 1982, il est classé 10e sur la liste des 100 meilleurs chevaux de l'histoire des courses américaines au XXe siècle établie en 1999 par le magazine The Blood-Horse.

### Résumé de carrière
| Date         | Hippodrome      | Pays        | Course                    | Statut      | Distance    | Jockey       | Place       | Écart       | Vainqueur ou deuxième |
| 1978, 2 ans  | 1978, 2 ans     | 1978, 2 ans | 1978, 2 ans               | 1978, 2 ans | 1978, 2 ans | 1978, 2 ans  | 1978, 2 ans | 1978, 2 ans | 1978, 2 ans           |
| ------------ | --------------- | ----------- | ------------------------- | ----------- | ----------- | ------------ | ----------- | ----------- | --------------------- |
| 30 juin      | Pimlico         | États-Unis  | Maiden                    |             | 1 100 m     | R. Franklin  | 1er / 11    | 3 ¼         | Strike Your Colors    |
| 22 juillet   | Pimlico         | États-Unis  | Allowance                 |             | 1 100 m     | R. Franklin  | 1er / 5     | 8           | Silent Native         |
| 2 août       | Monmouth Park   | États-Unis  | Tyros Stakes              |             | 1 100 m     | R. Franklin  | 4e / 8      | 6 ¾         | Groton High           |
| 20 août      | Delaware Park   | États-Unis  | Dover Stakes              |             | 1 200 m     | R. Franklin  | 2e / 7      | 2 ½         | Strike Your Colors    |
| 23 septembre | Atlantic City   | États-Unis  | World Playground Stakes   | Gr. 3       | 1 400 m     | R. Franklin  | 1er / 7     | 15          | Crested Wave          |
| 8 octobre    | Belmont Park    | États-Unis  | Champagne Stakes          | Gr. 1       | 1 600 m     | J. Velázquez | 1er / 6     | 2 ¾         | General Assembly      |
| 19 octobre   | Meadowlands     | États-Unis  | Young American Stakes     |             | 1 700 m     | J. Velázquez | 1er / 9     | enc.        | Strike Your Colors    |
| 28 octobre   | Laurel Park     | États-Unis  | Laurel Futurity           | Gr. 1       | 1 700 m     | R. Franklin  | 1er / 4     | 8 ½         | General Assembly      |
| 11 novembre  | Keystone        | États-Unis  | Heritage Stakes           | Gr. 2       | 1 700 m     | R. Franklin  | 1er / 7     | 6           | Sun Watcher           |
| 1979, 3 ans  |                 |             |                           |             |             |              |             |             |                       |
| 7 février    | Gulfstream Park | États-Unis  | Hatchson Stakes           |             | 1 400 m     | R. Franklin  | 1er / 4     | 3 ¾         | Lot O' Gold           |
| 19 février   | Gulfstream Park | États-Unis  | Fountain of Youth Stakes  | Gr. 3       | 1 900 m     | R. Franklin  | 1er / 6     | 8 ½         | Lot O' Gold           |
| 6 mars       | Gulfstream Park | États-Unis  | Florida Derby             | Gr. 1       | 1 800 m     | R. Franklin  | 1er / 7     | 4 ½         | Lot O' Gold           |
| 24 mars      | Hialeah Park    | États-Unis  | Flamingo Stakes           | Gr. 1       | 1 800 m     | R. Franklin  | 1er / 8     | 12          | Strike The Main       |
| 26 avril     | Keeneland       | États-Unis  | Bluegrass Stakes          | Gr. 1       | 1 800 m     | R. Franklin  | 1er / 4     | 7           | Lot O' Gold           |
| 5 mai        | Churchill Downs | États-Unis  | Kentucky Derby            | Gr. 1       | 2 000 m     | R. Franklin  | 1er / 10    | 2 ¾         | General Assembly      |
| 19 mai       | Pimlico         | États-Unis  | Preakness Stakes          | Gr. 1       | 1 900 m     | R. Franklin  | 1er / 5     | 5 ½         | Golden Act            |
| 9 juin       | Belmont Park    | États-Unis  | Belmont Stakes            | Gr. 1       | 2 400 m     | R. Franklin  | 3e / 8      | 3 ½         | Coastal               |
| 26 août      | Delaware Park   | États-Unis  | Allowance                 |             | 1 900 m     | B. Shoemaker | 1er / 12    | 17          | Armada Strike         |
| 8 septembre  | Belmont Park    | États-Unis  | Malboro Cup Handicap      | Gr. 1       | 1 800 m     | B. Shoemaker | 1er / 8     | 5           | General Assembly      |
| 6 octobre    | Belmont Park    | États-Unis  | Jockey Club Gold Cup      | Gr. 1       | 2 400 m     | B. Shoemaker | 2e / 4      | 3/4         | Affirmed              |
| 18 octobre   | Meadowlands     | États-Unis  | Meadowlands Cup Handicap  | Gr. 2       | 2 000 m     | B. Shoemaker | 1er / 5     | 3           | Smarten               |
| 1980, 4 ans  |                 |             |                           |             |             |              |             |             |                       |
| 5 janvier    | Hollywood Park  | États-Unis  | Malibu Stakes             | Gr. 2       | 1 900 m     | B. Shoemaker | 1er / 5     | 5           | Flying Paster         |
| 19 janvier   | Santa Anita     | États-Unis  | San Fernando Stakes       | Gr. 2       | 2 400 m     | B. Shoemaker | 1er / 4     | 1 ½         | Flying Paster         |
| 23 février   | Santa Anita     | États-Unis  | Charles H. Straub Stakes  | Gr. 1       | 1 800 m     | B. Shoemaker | 1er / 4     | 3 ¼         | Flying Paster         |
| 2 mars       | Santa Anita     | États-Unis  | Santa Anita Handicap      | Gr. 1       | 2 000 m     | B. Shoemaker | 1er / 5     | 5           | Flying Paster         |
| 18 mai       | Hollywood Park  | États-Unis  | Mervyn LeRoy Handicap     | Gr. 2       | 2 000 m     | B. Shoemaker | 1er / 6     | 7           | Peregrinator          |
| 8 juin       | Hollywood Park  | États-Unis  | Californian Stakes        | Gr. 1       | 1 700 m     | B. Shoemaker | 1er / 7     | 4 ¼         | Paint King            |
| 19 juillet   | Arlington Park  | États-Unis  | Washington Park Stakes    | Gr. 3       | 2 000 m     | B. Shoemaker | 1er / 6     | 10          | Hold Your Tricks      |
| 16 août      | Monmouth Park   | États-Unis  | Amory L. Haskell Handicap | Gr. 1       | 2 000 m     | B. Shoemaker | 1er / 8     | 1 ¾         | Glorious Song         |
| 20 septembre | Belmont Park    | États-Unis  | Woodward Stakes           | Gr. 1       | 2 000 m     | B. Shoemaker | 1er         | walk-over   |                       |

## Au haras
Retiré au haras de Claiborne Farm, dans le Kentucky, après une syndication pour le prix record de 22 millions de dollars, Spectacular Bid fait des débuts d'étalon très attendus. Son prix de saillie est fixé à $ 150 000. Mais s'il eut de bons résultats au début de sa nouvelle carrière (son prix de saillie fut d'ailleurs porté à $ 225 000), il fut moins en réussite par la suite, son prix de saillie déclina ($ 80 000 en 1986, $ 15 000 en 1991) et finit par être transféré en 1991 dans un haras de l'état de New York où, à la fin de sa vie, il officiait pour $ 3 500 à la fin de sa carrière. Il revendique tout de même 47 stakes winners, et le total des gains de ses produits s'élève à 19 millions de dollars. Ses filles fut en outre assez recherchées, produisant 69 stakes winners.
Spectacular Bid mourut en 2003 et fut enterré dans son haras.

## Origines
Spectacular Bid est un fils Bold Bidder, meilleur cheval d'âge de l'année en 1966, qui a donné un autre Derby-winner avec Cannonade en 1974. On note dans son pedigree un inbreeding rapproché (3x3) sur To Market, ce qui fait de lui le lauréat de Derby le plus consanguin de ces cinquante dernières années avec Big Brown, vainqueur en 2008 et inbred 3x3 sur Northern Dancer.

### Pedigree
| Origines de Spectacular Bid (USA), mâle gris pommelé né en 1976 | Origines de Spectacular Bid (USA), mâle gris pommelé né en 1976 | Origines de Spectacular Bid (USA), mâle gris pommelé né en 1976 | Origines de Spectacular Bid (USA), mâle gris pommelé né en 1976 |
| --------------------------------------------------------------- | --------------------------------------------------------------- | --------------------------------------------------------------- | --------------------------------------------------------------- |
| Père Bold Bidder                                                | Bold Ruler                                                      | Nasrullah                                                       | Nearco                                                          |
| Père Bold Bidder                                                | Bold Ruler                                                      | Nasrullah                                                       | Mumtaz Begum                                                    |
| Père Bold Bidder                                                | Bold Ruler                                                      | Miss Disco                                                      | Discovery                                                       |
| Père Bold Bidder                                                | Bold Ruler                                                      | Miss Disco                                                      | Outdone                                                         |
| Père Bold Bidder                                                | High Bid                                                        | To Market                                                       | Market Wise                                                     |
| Père Bold Bidder                                                | High Bid                                                        | To Market                                                       | Pretty Does                                                     |
| Père Bold Bidder                                                | High Bid                                                        | Stepping Stone                                                  | Princequillo                                                    |
| Père Bold Bidder                                                | High Bid                                                        | Stepping Stone                                                  | Step Across                                                     |
| Mère Spectacular                                                | Promised Land                                                   | Palestinian                                                     | Sun Again                                                       |
| Mère Spectacular                                                | Promised Land                                                   | Palestinian                                                     | Dolly Whisk                                                     |
| Mère Spectacular                                                | Promised Land                                                   | Mahmoudess                                                      | Mahmoud                                                         |
| Mère Spectacular                                                | Promised Land                                                   | Mahmoudess                                                      | Forever Yours                                                   |
| Mère Spectacular                                                | Stop On Red                                                     | To Market                                                       | Market Wise                                                     |
| Mère Spectacular                                                | Stop On Red                                                     | To Market                                                       | Pretty Does                                                     |
| Mère Spectacular                                                | Stop On Red                                                     | Danger Ahead                                                    | Head Play                                                       |
| Mère Spectacular                                                | Stop On Red                                                     | Danger Ahead                                                    | Lady Beware (famille 2-d)                                       |